# Buddhistische Literatur
Buddhistische Literatur umfasst die religiösen Schriften des Buddhismus. Von Siddhartha Gautama selbst gibt es keine Schriften. Ob er schreiben konnte, ist nicht bekannt. Zu seiner Zeit hatte die Schriftsprache nicht die Bedeutung, die sie heute oder in der späteren europäischen Antike hatte.
Die Lehrreden des Religionsgründers sind jedoch überliefert. In den ersten Jahrhunderten wurden sie auswendig gelernt und mündlich weitergegeben. Die Versform und die inhaltlichen Wiederholungen in den Texten erleichterten dabei die Tradierung der Lehrreden. Zudem wurden die Texte immer wieder abgeglichen, häufig während der Regenzeit. In dieser Zeit waren die Mönche für einige Wochen sesshaft und rezitierten die Sutras voreinander. Die Übertragung der buddhistischen Lehre erfolgte in ihrer Anfangszeit somit mnemotechnisch. Die ersten buddhistischen Schriften entstanden erst um 100 v. Chr., also 400 Jahre nachdem der Buddha Siddhartha Gautama gestorben war.

## Entstehungsgeschichte des buddhistischen Kanons
Im Rahmen der ersten drei Buddhistischen Konzile wurde der buddhistische Kanon zuerst festgelegt und erst später niedergeschrieben.
Beim ersten buddhistischen Konzil (um 480 v. Chr.) wurden die Sutras bestimmt und die Vinaya-Regeln (Regelwerk für buddhistische Mönche und Nonnen), die kanonisch anerkannt wurden. Die mündliche Übertragung und Festlegung der buddhistischen Lehre soll in Pali erfolgt sein. Ein gesicherter Fakt ist es nicht, da ungewiss ist, ob Pali jemals eine gesprochene Sprache oder nur eine Schriftsprache war.
Ca. 383 v. Chr. fand das zweite Konzil statt, indem die Sutra-Texte einer Revision unterzogen und teilweise so verändert wurden, dass Buddha als allwissend gezeigt wurde. Dies geschah jedoch so, dass die Änderungen in Stil, Wortwahl und logischen Unstimmigkeiten erkennbar blieben.
Beim dritten Konzil um  244 v. Chr. wurde der Kanon durch umfangreiche scholastische Werke erweitert, dem Abhidamma. Die drei Textsammlungen Ordensregeln, Lehrgespräche und die scholastischen Werke, werden auch als Tipitaka („Dreikorb“) bezeichnet.

## Erste Schriften; Grundlagen des Theravada
Etwa 80 v. Chr. wurden die ersten Texte niedergeschrieben im Felsen-Kloster Aluvihara, 3 km nördlich von Matale, Sri Lanka. Der daraus hervorgegangene Pali-Kanon (oder auch „Tripitaka“ in Abgrenzung zu anderssprachigen Quellen) bildet die Grundlage des Theravada und setzt sich aus drei Einzelwerken zusammen:
- Die Suttapitaka sind die Lehrreden Buddhas
- Abhidhamma (Pali, die „höhere Lehre“) ist eine Bezeichnung für den dritten Teil des Pali-Kanons bzw. die höhere buddhistische Philosophie und Psychologie, in dem die Lehren des Buddha und seiner Hauptschüler analysiert, geordnet und systematisiert wurden.
- Das Vinaya-Pitaka umfasst das monastische Regelwerk der buddhistischen Tradition. Es ist in zwei Hauptabteilungen gegliedert, dem eigentlichen monastischen Regelwerk Patimokkha, und den Khandakas oder „Kapiteln“.

Bis in die Gegenwart gilt die Pâli-Überlieferung als das älteste vollständig erhaltene Schriftgut des Buddhismus.
Buddhistische Literatur auf Pali entstand in den Gebieten lebendiger Theravada-Tradition, z. B. im nordthailändischen Lan-Na-Reich des 15. und 16. Jahrhunderts.

## Mahayana-Literatur
Viele grundlegende Texte des Mahayana, zu dem auch Vajrayana, Zen und Chan gehören, sind ursprünglich in Sanskrit (deshalb auch oft „Sanskrit-Kanon“) abgefasst, aber oft nur mehr in chinesischen und tibetischen Übersetzungen erhalten.

### Mahayana-Sutras
Hauptartikel: Mahayana-Sutras
- Diamant-Sutra

Das ca. 100 Jahre n. u. Z. verfasste Diamant-Sutra zählt zu den wichtigsten Texten des Mahayana-Buddhismus. Es hat in den verschiedensten asiatischen Ländern schon früh eine weite Verbreitung gefunden und ist Bestandteil der „Prajnaparamita-Sutras“ (Sanskrit, n., प्रज्ञापारमिता, prajñāpāramitā, „vollkommene Weisheit“).
- Lotos-Sutra

Das Lotos-Sutra (Sanskrit, n., सद्धर्मपुण्डरीकसूत्र, saddharmapuṇḍarīkasūtra, wörtlich: „Sutra der Lotosblume vom wunderbaren Gesetz“) ist ein Sutra des Mahayana-Buddhismus. Das Lotossutra gilt im Mahayana als höchste buddhistische Lehre, die direkt zur Erleuchtung führen soll.
- Herz-Sutra

Das Herz-Sutra, die kurze Fassung der Prajñāpāramitā-Sutras ist wegen ihrer Prägnanz in Ostasien sehr beliebt und verbreitet.
- Vimalakirti-Sutra

Das Vimalakīrtinirdeśa ist sowohl dem Stil, wie auch dem Inhalt nach ein besonderes Sutra. Einzigartig ist in diesem Sūtra die Tatsache, dass darin nicht wie gewohnt der Buddha oder ein transzendenter Bodhisattva den Protagonisten spielt, sondern ein Haushälter, der das Ideal eines buddhistischen Laienanhängers nach mahāyānistischem Vorbild verkörpert. In allen Zweigen des ostasiatischen Mahāyāna wird dieses Werk hochgeschätzt.
- Ullambana-Sutra

Das apokryphe Ullambana-Sutra ist wegen seines Inhalts (Kindesliebe und Ahnenverehrung) insbesondere in China, Vietnam und Japan sehr beliebt.

### Zen Literatur (Japan, China, Korea, Vietnam)
Grundlagenwerke des Zen sind unter anderem das 'Xinxinming' von Sengcan, das 'Huangbo Chuan Xin Fa Yao' und das 'Linji Lu' sowie das Plattform-Sutra, auch 'Sutra des Sechsten Patriarchen' genannt. Letzteres ist der einzige Text der Zen-Literatur, der den Ausdruck Sutra verwendet, was ihm besondere Bedeutung unter den Lehrtexten zuweist. Das Sutra gilt als Werk von Huineng und beschreibt sein Leben und seine Lehrmethode.  Es ist die Grundlage der 'Südlichen Schule'.
- Koans (jap.) – Gōngàn (chin.) (公案 - wörtliche Übersetzung: öffentlicher Aushang) sind im chinesischen Chan- bzw. japanischen Zen-Buddhismus eine Art (sehr) kurze Anekdote oder eine Sentenz, die eine beispiel- oder lehrhafte Handlung oder pointierte Aussage eines Zen-Meisters, ganz selten auch von Zen-Schülern, darstellt.
- Das Wumenguan, das im Deutschen Die torlose Schranke bedeutet, ist eine Sammlung von 48 klassischen Kōans.
- Biyan Lu, bedeutet im Deutschen näherungsweise Aufzeichnungen des türkisblauen Felsens und ist eine Sammlung von 100 Kōan aus der Blütezeit des chinesischen Chan-Buddhismus. Die Sammlung gilt als Klassiker der Zen-Literatur.

- Die Schatzkammer des Wahren Dharma-Auges von Dōgen, dem Begründer des japanischen Sōtō-Zen ist das wichtigste Werk dieser Schule.

### Tibetische Literatur
Die ersten Übersetzungen von Schriften des tibetischen Buddhismus wurden von dem US-amerikanischen Anthropologen und Autor Walter Yeeling Evans-Wentz herausgegeben, der sie 1926 auf einer Reise durch Tibet in englischer Sprache von Lāma Kazi Dawa-Samdup überliefert bekam. Sie gehören noch heute zu den Klassikern buddhistischer Literatur. Zu ihnen gehören unteren anderem die erste Übersetzung des Tibetischen Totenbuchs sowie die Erzählung der Lebensgeschichte des Yogis Milarepas.
Weitere erste Übersetzungen und Darstellungen der Lehren des tibetischen Buddhismus stammen von Alexandra David-Néel.

## Diverse Texte
In allen buddhistischen Schulen finden Mantren (sanskrit, m., मन्त्र, mantra, wörtl.: „Instrument des Denkens, Rede“) Verwendung. Mantra bezeichnet in der Meditation eine kurze Wortfolge, die repetitiv rezitiert wird. Dies kann entweder flüsternd, singend oder in Gedanken geschehen.

## Buddhas Lebensgeschichte
- Das Buch Wie Siddhartha zum Buddha wurde. Eine Einführung in den Buddhismus des Zenmeisters und buddhistischen Lehrers Thích Nhất Hạnh erzählt auf poetische Weise die Lebensgeschichte des Buddha Shakyamuni[2].

## Erste Übersetzungen und Texte in westlichen Sprachen
- Buddha, sein Leben, seine Lehre, seine Gemeinde von dem  Indologen Hermann Oldenberg.
- Im Jahr 1887 erschien unter dem Titel Der Buddhistische Katechismus die deutsche Übersetzung des 1881 von Henry Steel Olcott erstmals zusammengestellten Buddhist Catechism. Mit der Herausgabe des Buddhistischen Katechismus durch Friedrich Zimmermann 1888 wurde ein erster wichtiger Schritt auf dem Weg des deutschen Buddhismus gesetzt.

## Vom Buddhismus inspirierte Werke
- Die Welt als Wille und Vorstellung (1819) ist das Hauptwerk des Philosophen Arthur Schopenhauers. In diesem finden sich zahlreiche Anmerkungen zu den Vedanta und Buddhismus. Arthur Schopenhauer war einer der Ersten in Europa, die mit den wenigen vorhandenen Quellen des Buddhismus in Kontakt kamen und sich ernsthaft damit auseinandersetzten.
- C.G.Jung und der östliche Weg Auswahl von Texten von Carl Gustav Jung unter anderem über Buddhismus und das Tibetische Totenbuch sowie über seine Reise nach Indien.

### Romane
- Die Reise nach Westen, geschrieben von Wu Cheng’en während der Ming-Dynastie, ist einer der vier klassischen Romane Chinas. Er behandelt das Prinzip des Reisens, verbunden mit chinesischen Volkssagen, Legenden und Themen des Buddhismus und Daoismus, und erzählt von der Reise eines Mönches zum westlichen Himmel, im heutigen Indien, von wo er Buddhas heilige Schriften nach China bringen soll. Dieser Roman gehört eigentlich nicht zu den Mahayana-Schriften, doch wurde er von bestimmten buddhistischen – wie übrigens auch daoistischen – Schulen der chin. Ming- (1368–1644) und Qing-Dynastie (1644–1911) vereinnahmt.
- Siddhartha. Eine indische Dichtung ist eine an buddhistische und hinduistische Überlieferungen angelehnte Erzählung von Hermann Hesse.